# Kirua Vunjo Mashariki
Kirua Vunjo Mashariki è una circoscrizione rurale (rural ward) della Tanzania situata nel distretto rurale di Moshi, regione del Kilimangiaro. Conta una popolazione di 8 657 abitanti (censimento 2012).